# Yusuf Mohamed
Yusuf Mohamed (Lagos, 5 de novembro de 1983) é um futebolista profissional nigeriano que atua como defensor.

## Carreira
Yusuf Mohamed representou o elenco da Seleção Nigeriana de Futebol no Campeonato Africano das Nações de 2010.

## Títulos
Nigéria
- Campeonato Africano das Nações: 2010 3º Lugar.